# Аверс

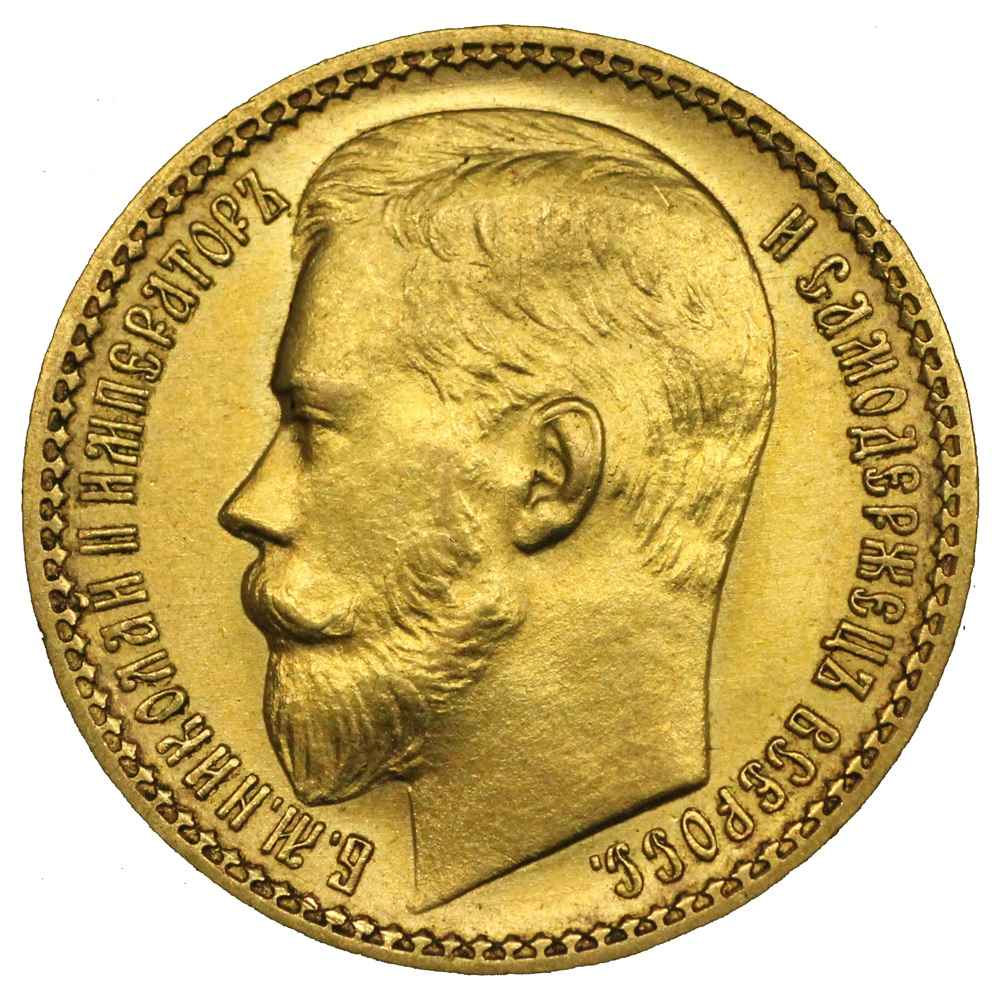
Аверс монеты 15 рублей с портретом Императора Николая II

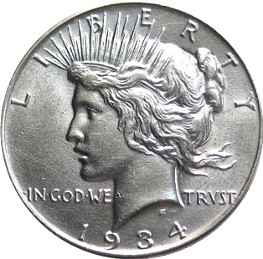
Аверс cеребряного мирного доллара США, 1934 год

А́верс (фр. avers, от лат. adversus — «обращённый лицом») — лицевая, главная сторона монет и медалей, противоположная реверсу. Термин происходит из Античности. Изначально он обозначал сторону монеты, отчеканенную с использованием нижнего штемпеля (лат. adversus — «обращённый лицом»). Учитывая особенности монетного дела, на нём помещали «более важные» изображения, в то время как на верхнем штемпеле — «менее важные». С развитием технологии выпуска монет разделение на стороны, отчеканенные верхним и нижним штемпелями, ушло в прошлое. Термин «аверс» стал обозначать основную или главную стороны монеты.
Выделение аверса необходимо при описании монеты. В то же время в специальной нумизматической литературе нет единого мнения относительно того, какую сторону конкретной монеты считать лицевой, а какую обратной. Основным критерием по данному вопросу является указание банка-эмитента. В случае его отсутствия общепринятым является определение по ряду признаков. Проблем не возникает на монетах, несущих изображение монарха, которое определяет главную сторону. Сторона с аллегорическим изображением, например «Свободы», либо портретом президента в республиканских странах, также является главной. В ряде случаев определить, какая из сторон является главной, а какая второстепенной, не представляется возможным.
Понятия «орёл» и «решка» для обозначения стороны монеты являются специфическими для России. Термин «орёл» обозначает сторону, несущую государственный герб. Для современных монет термины «орёл» и «аверс» тождественны. В дореволюционной России аверсом являлась сторона с изображением императора, а государственный герб, двуглавый орёл, располагался на реверсе. У ряда монет отсутствует герб, что делает определение «орла» и «решки» невозможным.

## Возникновение термина

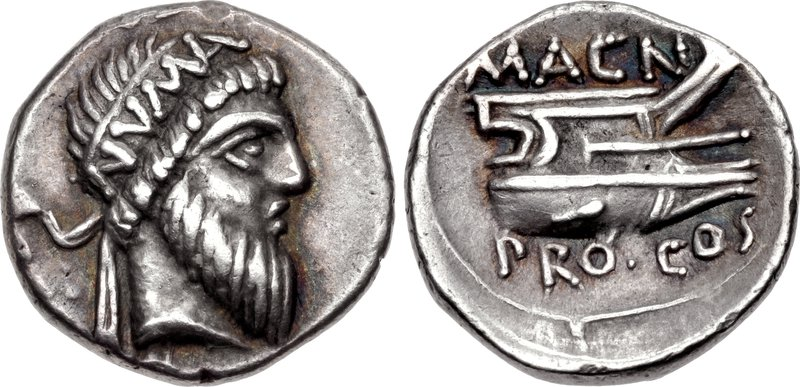
На монете видны особенности античной чеканки — выпуклый аверс и вогнутый реверс

Появление термина «аверс» тесно связано с технологией чеканки монет в античности. Для того, чтобы слиток металла стал монетой, на его поверхность необходимо нанести изображение, которое бы удостоверяло полновесность. Клеймо следовало ставить таким образом, чтобы не допустить умышленного похищения доли металла без появления явной деформации нанесённого изображения.
Изначально отлитый в специальных формах кусочек металла помещали на нижний штемпель. Его закрепляли на небольшой наковальне, в связи с чем он оставался неподвижным. Верхний штемпель представлял собой стержень с вырезанным на конце негативным изображением монеты. Процесс чеканки предполагал работу нескольких людей. Один помещал щипцами раскалённый кружок металла на нижний штемпель, а второй помещал на него верхний и ударял молотком. Формирование нижнего штемпеля прошло ряд этапов. Первоначально изображение вырезали непосредственно на самой наковальне. Впоследствии он стал представлять съёмный металлический круг, помещаемый в наковальню.
Учитывая особенности технологического процесса, изображение на нижнем штемпеле делали более рельефным, так как это снижало вероятность выскальзывания кружка металла во время удара верхним штемпелем. Верхний штемпель, в противоположность нижнему, производили слегка выпуклым. Время жизни нижнего штемпеля было бо́льшим. Верхний штемпель непосредственно принимал на себя удары молотка, в то время как нижний был «защищён» упругой средой монетного кружка. Держа в углублении наковальни, его можно было продолжать использовать некоторое время после того, как он раскололся. В среднем за период работы одного штемпеля лицевой стороны сменяли 2—3 штемпеля оборотной. В связи с этим изображение на нижнем штемпеле делали более качественным, чем на верхнем. Также на него помещали более важные детали монеты, к которым относились изображения божества, правителя либо эмблемы города. Соответственно названию штемпеля лат. adversus — «обращённый лицом», лицевая, «главная» сторона монеты получила название «аверса». С развитием технологии чеканки разделение на стороны, отчеканенные верхним и нижним штемпелями, ушло в прошлое. Термин «аверс» стал обозначать основную или главную стороны монеты.

## Правила определения аверса
В специальной нумизматической литературе нет единого мнения относительно того, какую сторону монеты считать аверсом, а какую реверсом. Основным критерием по данному вопросу является указание банка-эмитента относительно того, какую сторону считать аверсом, а какую реверсом. В случае его отсутствия общепринятым является определение по следующим признакам:
1. Портрет главы государства, монарха, монетного сеньора или другого обладателя монетной регалии, даже при наличии на другой стороне изображения божества. В республиканских странах аллегорическое изображение, например «Свободы»[11], автоматически делает данную сторону главной;
2. Государственный герб, эмблема и т. п. При этом, если на обеих сторонах монеты изображены гербы, то за аверс принимается та, на которой изображён герб, более высокий по рангу и положению. Например, на монетах португальских колоний на аверсе обычно изображался герб Португалии, а на реверсе — герб колонии. Вопреки этому правилу на монетах Священной Римской империи аверсом является сторона, содержащая не герб государства или титул императора, а символы власти сеньора, во владениях которого её выпустили[2];
3. Легенда с названием страны, территории;
4. Легенда с именем обладателя монетной регалии либо обозначение банка-эмитента.

В случаях, когда изображение монеты не несёт ни портрета монарха, ни названия страны или обозначения банка-эмитента, ни государственного герба — аверсом принято считать сторону, противоположную стороне, на которой изображён номинал монеты.

### Примеры
| Монета | Описание |
| ------ | --- |
|        | Одна сторона монеты содержит изображение императора (п. 1), что делает её аверсом |
|        | Аверсом является сторона, содержащая титул и имя правителя |
|        | Аверсом является сторона с изображением короля Рожера II с сыном, а не сторона с ликом Иисуса Христа |
|        | Аллегорическое изображение французского Гения определяет соответствующую сторону «главной» или аверсом |
|        | Аверсом является сторона с гербом (п. 2) |
|        | На аверсе имеется легенда с обозначением территории (п. 3) «SACHSEN» (Саксония) |
|        | На аверсе легенда с обозначением банка-эмитента (п. 4) «БАНК РОССИИ» |
|        | При отсутствии 4 признаков аверсом является противоположная номиналу сторона монеты |
|        | Хоть герб Германской империи по рангу выше герба вольного города Любек, он располагается на реверсе, в то время как городской герб на аверсе. В данном случае ситуация обусловлена специфическими особенностями монет Германской империи (см. соответствующую статью Серебряные монеты Германской империи) |

## Определение аверса банками-эмитентами
Российская Федерация
Согласно определению Центрального банка Российской Федерации, лицевой стороной современных российских монет достоинством 1, 5, 10 и 50 копеек является сторона с изображением Георгия Победоносца, а монет достоинством 1, 2, 5, 10 рублей — сторона с изображением двуглавого орла. У биметаллических (комбинированных) памятных монет достоинством 10 рублей лицевой является сторона с номиналом. У всех этих монет на аверсе указано обозначение эмитента — «БАНК РОССИИ».
США

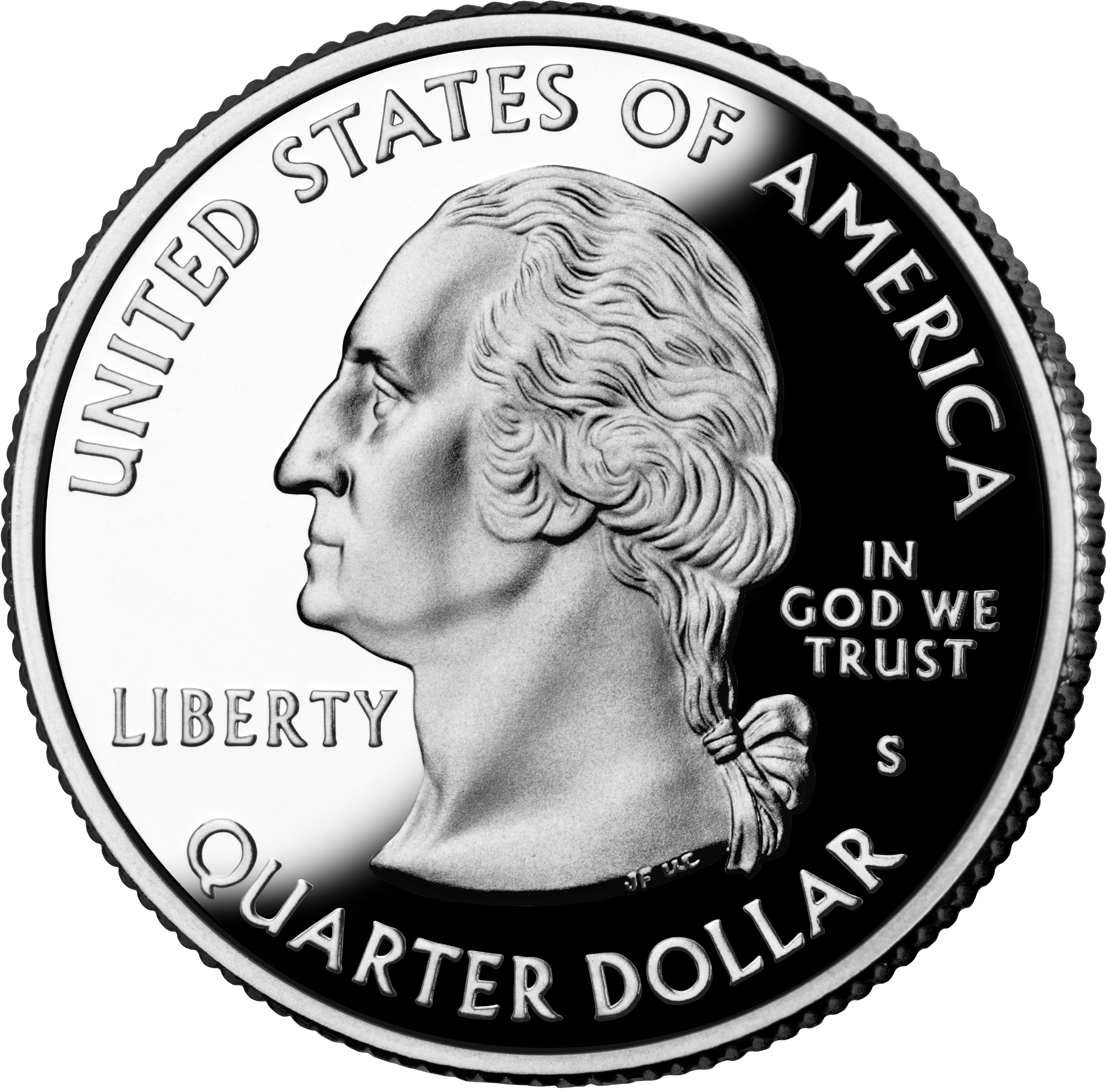
Учитывая особенности выпуска серий 25 центов пятидесяти штатов и национальных парков характерные для реверса монет США надписи перенесены на аверс

На монетах США аверсом является сторона, которая содержит портрет человека (одного из президентов или индейца) либо символическое изображение Свободы. В большинстве случаев надпись «Соединённые Штаты Америки» (англ. United States of America), а также обозначение номинала находятся на реверсе. На серии памятных монет, таких как 25-центовики 50 штатов и 25-центовики с изображением национальных парков, которые предполагают выпуск серии монет с уникальным дизайном одной стороны, указанные надписи перенесены на аверс.
Монеты евро
После введения единой валюты в странах еврозоны стали чеканить монеты, обязательные для приёма во всех странах еврозоны. По определению общая для всех стран-участниц сторона является реверсом, сторона со специфическим дизайном — аверсом. Монеты номиналом выше 2 евро являются законным платёжным средством только на территории страны, в которой их выпустили. В большинстве случаев их чеканят для коллекционеров, а не широкого оборота. На них распространяются общие правила определения аверса-реверса, если другое прямо не указано банком-эмитентом.
Страны Британского содружества, признающие номинальным руководителем британского монарха
Несмотря на то, что наличие изображения короля является первым признаком аверса, Королевский монетный двор Великобритании особо подчёркивает, что лицевой или главной стороной монет как Великобритании, так и британских заморских территорий является та, на которой изображён британский монарх. То же самое определение аверса устанавливает и королевский Австралийский монетный двор. Учитывая эксклюзивное право эмитента самостоятельно определять «главную» и «оборотную» стороны, в случае если бы на монетном дворе заявили, что портрет королевы находится на реверсе, то именно эту сторону и следовало бы считать реверсом.

## Аверс и орёл
Термины, обозначающие стороны монеты «орёл» и «решка», являются специфическими для России. Первые общегосударственные монеты номиналом в 1⁄4 (полушка), ½ (деньга), 3 (алтын), 5 и 10 (гривенник) копеек, появившиеся после денежной реформы Петра I, несли на одной стороне изображение двуглавого орла, на другой — обозначение номинала. На полуполтинниках (25 копеек) и выше помещали двуглавого орла и портрет императора. Соответственно на мелких разменных монетах орёл располагался на аверсе, а на крупных — на реверсе. Периодически орла заменяли святым Георгием, поражающим копьём змия. Сложный симметричный вензель на медных 2 и 5 копейках императрицы Елизаветы в народе назвали «решетом», а сторону монеты «решкой».
Традиция называть орлом сторону монеты с государственным гербом сохранилась и в СССР, где на гербе был земной шар, и в Российской Федерации, где на гербе вновь появляется двуглавый орёл. Таким образом, термины «орёл» и «аверс» не являются тождественными, хотя и совпадают для современных монет России. Более того, «орёл», как обозначение стороны с гербом, отсутствует у множества монет.

## Аверс в медальерном искусстве
В отличие от монет, у медалей лицевой стороной, или аверсом, считается та, которая отражает повод её чеканки, а не та, на которой изображён монарх, герб или знак, по которому можно идентифицировать место выпуска.